# Alberto Lima (Portugal)
Alberto Lima foi presidente do Sport Lisboa e Benfica de 1913 a 1915.

## Biografia
Neste quinquénio foram eleitos, em 26 de Março de 1911, António Nunes de Almeida Guimarães e, em 31 de Março de 1912, José Eduardo Moreira Sales. Os seus mandatos tiveram curta duração: no primeiro caso, apenas quatro meses, em resultado de várias demissões; no segundo, por impedimento de António Nunes de Almeida Guimarães, que teve de se ausentar de Lisboa.
Personalidade de cuidada educação e grande cultura, Alberto Lima internacionalizou o clube, promovendo a extensão das suas actividades, em termos desportivos, ao Brasil e a Espanha. É sob a sua égide que surge o primeiro jornal de clube no país – o Sport Lisboa – de que foi o primeiro diretor.
A 13 de Março de 1915 o jornal "Sport Lisboa", fundiu-se com o "Jornal de Sport", dando origem ao "Sport Lisboa", que perdurou até Maio de 1932, deixando as anteriores características de jornal de clube para se tornar num jornal desportivo generalista.
Com Alberto Lima foram inaugurados, entretanto, o campo de Sete Rios, no qual se desenvolveram posteriormente vários melhoramentos, e a sede da Baixa (Rossio), que pouco depois passava para a Rua Garrett, onde funcionavam uma sala de leitura e aulas de ginástica sueca.